# Uniqa Classic
A Uniqa Classic foi uma corrida de ciclismo profissional por etapas que se disputava anualmente na Áustria, no mês de julho.
Começou a disputar-se em 1953, sob a designação de Viena-Rabenstein-Gresten-Viena (do alemão Wien-Rabenstein-Gresten-Wien), em referência ao percurso efetuado, sendo Gresten e Rabenstein localidades que costumavam albergar inícios e finais de etapas. Em 2001 adotou o nome de Uniqa Classic, devido à entrada da Uniqa, uma empresa de seguros, como patrocinador da prova. Desde a criação dos Circuitos Continentais da UCI em 2005 passou a fazer parte do UCI Europe Tour, dentro da categoria 2.1., e desde então a corrida não se voltou a disputar.

## Pódios por ano
| Ano  | Vencedor             | Segundo               | Terceiro              |
| ---- | -------------------- | --------------------- | --------------------- |
| 1953 | Frank Becksteiner    | Hans Lehninger        | Anton Durdik          |
| 1954 | Adolf Christian      | Stefan Mascha         | Franz Wukitsevits     |
| 1955 | Richard Durlacher    | Stefan Mascha         | Paul Fülöp            |
| 1956 | Adolf Christian      | Josef Andre           | Roland Hörmann        |
| 1957 | Heinz Klöckl         | Kurt Schweiger        | Walter Müller         |
| 1958 | Walter Müller        | Richard Durlacher     | Stefan Mascha         |
| 1959 | Kurt Schweiger       | Stefan Mascha         | Arnold Ruiner         |
| 1960 | Félix Damm           | Erwin Kriz            | Kurt Schweiger        |
| 1961 | Klaus Ampler         | Kurt Schattelbauer    | Günther Lörke         |
| 1962 | Walter Müller        | Peter Deimböck        | Gerhard Frank         |
| 1963 | Kurt Schattelbauer   | Günther Lörke         | Hans Furian           |
| 1964 | Kurt Schweiger       | Walter Müller         | Bernd Eckstein        |
| 1965 | Robert Csenar        | Ludwig Kretz          | Karl Dovits           |
| 1966 | Siegfried Huster     | Rolf Eberl            | Dieter Mickein        |
| 1967 | Roman Humenberger    | Christian Frisch      | Franz Inthaler        |
| 1968 | Rudolf Kretz         | Karl Peterka          | Franz Inthaler        |
| 1969 | Vlado Hajtmann       | Ján Svorada           | Karol Patek           |
| 1970 | Manfred Dähne        | Dieter Grabe          | Robert Csenar         |
| 1971 | Roman Humenberger    | Rolf Eberl            | Heinz Oberst          |
| 1972 | František Kondr      | Petr Matousek         | Milos Krejci          |
| 1973 | Franz Inthaler       | Georg Postl           | Wolfgang Priglhofer   |
| 1974 | Wolfgang Steinmayr   | Siegfried Denk        | Hans Königshofer      |
| 1975 | Rudi Mitteregger     | Siegfried Denk        | Pavel Galik           |
| 1976 | Roman Humenberger    | Franz Reindl          | Michal Klasa          |
| 1977 | Hans Summer          | Bojan Ropret          | Oswald Kircher        |
| 1978 | Vendolin Kvetan      | Herbert Spindler      | Reinhard Waltenberger |
| 1979 | Hans Summer          | Léo Karner            | Rui Mitteregger       |
| 1980 | Johann Lienhart      | Hans Summer           | Karl Krenauer         |
| 1981 | Christian Pail       | Reinhard Waltenberger | Peter Muckenhuber     |
| 1982 | Helmut Wechselberger | Peter Muckenhuber     | Johann Traxler        |
| 1983 | Reinhard Popp        | Peter Muckenhuber     | Karl Krenauer         |
| 1984 | Franz Spilauer       | Erich Jagsch          | Norbert Huber         |
| 1985 | Johann Lienhart      | Herbert Seidl         | Albert Hainz          |
| 1986 | Ondrej Glajza        | Andreas Blümel        | Kurt Schmied          |
| 1987 | Johann Lienhart      | Roland Königshofer    | Josef Müller          |
| 1988 | Albert Hainz         | Dietmar Hauer         | Peter Lammer          |
| 1989 | Albert Hainz         | Dietmar Hauer         | Roland Königshofer    |
| 1990 | Dietmar Hauer        | Valter Bonca          | Roman Kreuziger       |
| 1991 | Roman Kreuziger      | Valter Bonca          | Peter Luttenberger    |
| 1992 | Andreas Langl        | Peter Luttenberger    | Lars Johnsen          |
| 1993 | Georg Totschnig      | Dietmar Hauer         | Jan Ullrich           |
| 1994 | Franz Stocher        | Roland Königshofer    | Lars Johnsen          |
| 1995 | Andreas Lebsanft     | Heinz Marchel         | Thomas Liese          |
| 1996 | Léon van Bon         | Adri van der Poel     | Paolo Voltolini       |
| 1997 | Roberto Pistore      | Stefan Kjaergaard     | Mathias Buxhofer      |
| 1998 | Niki Aebersold       | Marcel Renggli        | Mathias Buxhofer      |
| 1999 | Maurizio Vandelli    | Sven Montgomery       | Timothy Jones         |
| 2000 | Maurizio Vandelli    | Hannes Hempel         | Fred Rodriguez        |
| 2001 | Maurizio Vandelli    | Jürgen Pauritsch      | Georg Totschnig       |
| 2002 | Adam Homolka         | Christian Wegmann     | Devis Miorin          |
| 2003 | Roger Hammond        | Gerhard Trampusch     | Pedro Horrillo        |
| 2004 | Kjell Carlström      | Michail Timošin       | Matej Jurčo           |
| 2005 | Bram de Groot        | Murilo Fischer        | Enrico Gasparotto     |

## Vitórias por país
| País                             | Vitórias |
| -------------------------------- | -------- |
| Áustria                          | 34       |
| Chéquia, inclui a Checoslováquia | 6        |
| Alemanha, inclui a RDA           | 4        |
| Itália                           | 4        |
| Países Baixos                    | 2        |
| Suíça                            | 1        |
| Reino Unido                      | 1        |
| Finlândia                        | 1        |